# Proto (Bunker)
Proto war der Deckname einer unterirdischen Führungsanlage der NATO im süditalienischen Kampanien, rund 50 Kilometer nordwestlich von Neapel. Die Bunkeranlage befindet sich im Monte Massico, zwischen den Orten Sessa Aurunca im Norden und Carinola im Süden. Im Fall eines Krieges gegen die Staaten des Warschauer Pakts sollten von hier aus die militärischen Operationen im Mittelmeerraum geleitet werden.

## Beschreibung
Der Proto-Bunker wurde Ende der 1950er Jahre in das Felsmassiv des 813 Meter hohen Monte Massico gebaut. Zwischen Carniola und Sessa trieb man einen mehrere Kilometer langen Tunnel durch den Berg. Auf etwa halber Strecke verläuft hinter einem Tor in der Seitenwand des Tunnels ein paralleler Nebenstollen, von dem aus fünf Seitenstollen abzweigen. Drei der fünf Stollen dienten als Kommandozentrale, in den beiden anderen befanden sich Aufenthalts- und Schlafräume, eine Kantine, ein Maschinenraum sowie andere Einrichtungen auf jeweils bis zu fünf Stockwerken. Gewöhnlich hielten sich hier 200 bis 300 Personen auf, im Fall eines Angriffs mit konventionellen, atomaren, biologischen oder chemischen Waffen sollte der Großbunker bis zu 1000 Personen mehrere Wochen lang Schutz bieten und die militärische Führungsfähigkeit sichern. Zu der Anlage gehören auch ein Hubschrauberlandeplatz sowie verschiedene Fernmeldeeinrichtungen. Auf dem benachbarten Monte Petrino, bei Mondragone, befand sich die ACE-High-Station IPEZ, eine Troposphärenfunkstation.

## Nutzung
In Neapels Stadtteil Bagnoli befand sich während des Kalten Krieges das NATO-Kommando Allied Forces Southern Europe (AFSOUTH), dessen Zuständigkeitsbereich den Mittelmeerraum, dessen Zugänge sowie das Schwarze Meer umfasste. AFSOUTH unterstanden das für die Luftstreitkräfte in diesem Raum zuständige Kommando AIRSOUTH sowie das für die Seestreitkräfte verantwortliche NAVSOUTH. Die Gefechtsstände von AFSOUTH und der beiden genannten Unterkommandos befanden sich im Proto-Bunker. Hinzu kamen dort Verbindungsstellen anderer NATO-Kommandos.
Im Bereich von AFSOUTH gab es für die Landstreitkräfte Unterkommandos in den einzelnen NATO-Staaten, soweit und solange diese in die Militärstrukturen der NATO integriert waren. So war beispielsweise für Italien, insbesondere für die Verteidigung von dessen Nordostgrenze, das Kommando LANDSOUTH in Verona zuständig, dessen Gefechtsstand sich im West-Star-Bunker in der Nähe des Gardasees befand. Dort und bei den anderen Unterkommandos von AFSOUTH erhielt man die Einsatzbefehle aus dem Proto-Bunker.
Der Bunker wurde Ende 1995 aufgegeben und der italienischen Marine überlassen, die aber ebenfalls keinen Bedarf mehr für die Anlage hat und sie an die öffentliche Immobilienagentur Agenzia del Demanio abgeben will. Der Proto-Bunker ist seit Jahren in einem desaströsen Zustand. Obwohl das (lebensgefährliche) Betreten weiterhin verboten ist, wurden im Lauf der Zeit verschiedenste Materialien entwendet, Müll illegal entsorgt und Tiere auf dem Sperrgebiet gehalten. 2013 wiesen örtliche Journalisten auf diesen Zustand hin und schlugen eine Umgestaltung zu einem Museum vor.

## Sonstiges
- Das NATO-Kommando AFSOUTH besteht als Allied Joint Force Command Naples (JFC Naples) noch immer, hat aber etwas veränderte Aufgaben. Die genannten Unterkommandos für Land-, See- und Luftstreitkräfte bestehen nach tiefgreifenden Reformen in der NATO-Kommandostruktur nicht mehr. Das JFC Napels zog Ende 2012 von Bagnoli in ein neues, nordwestlich von Neapel bei Lago Patria gelegenes Hauptquartier.
- In der Nähe des Proto-Bunkers und des neuen Hauptquartiers befindet sich der Militärflugplatz Grazzanise, wo die NATO ihren Fernmeldeverband 2nd NATO Signal Battalion South stationiert hat.